# تسوبلیتز
شهر تسوبلیتز (به آلمانی: Zöblitz) در ایالت زاکسن در کشور آلمان واقع شده‌است.